# Лоршајд
Лоршајд (њем. Lorscheid) општина је у њемачкој савезној држави Рајна-Палатинат. Једно је од 103 општинска средишта округа Трир-Сарбург. Према процјени из 2010. у општини је живјело 595 становника. Посједује регионалну шифру (AGS) 7235080.

## Географски и демографски подаци
Лоршајд се налази у савезној држави Рајна-Палатинат у округу Трир-Сарбург. Општина се налази на надморској висини од 420 метара. Површина општине износи 5,1 km². У самом мјесту је, према процјени из 2010. године, живјело 595 становника. Просјечна густина становништва износи 117 становника/km².